# Tornacipő

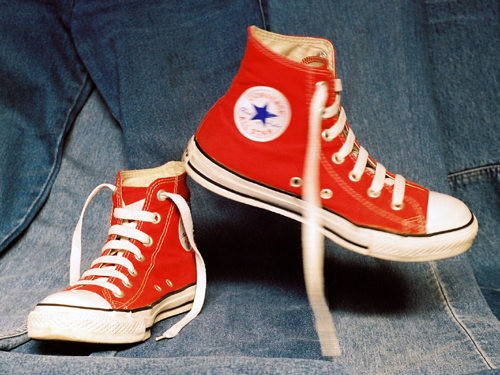
Converse márkájú vászon tornacipő

A tornacipő egy, manapság utcán hordott cipőtípus. A tornacipőt, nevével ellentétban, ma már tornához ritkán használják, mert pl. iskolai tornaórához kényelmesebb az edzőcipő. A leghíresebb tornacipőmárka a Converse.

## Anyaga
Vászon vagy újabban bőr.

## Típusai
- Magas szárú tornacipő

A képen látható darab ebbe a kategóriába tartozik, a szára a lábszár boka fölötti részéig ér.
- „Alacsony”szárú tornacipő

Nincs szára, olyan, mint a félcipő.